# The Missing (serie de televisión)
The Missing es una serie de televisión británica estrenada el 28 de octubre del 2014 por medio de la cadena de televisión BBC One. La serie fue creada por Harry Williams y Jack Williams.

## Historia
La primera temporada se centra en 2006 cuando el pequeño Oliver "Ollie" Hughes de cinco años es secuestrado durante unas vacaciones familiares en Francia, desesperados por el secuestro de su hijo más joven, Tony y Emily Hughes intentan averiguar por todos los medios qué pasó, sin ningún éxito, pronto Tony se convierte en un hombre obsesionado e incapaz de aceptar que su hijo podría estar muerto y pasando años buscándolo, sus acciones ocasionan que su matrimonio con Emily se rompa y poco a poco destruye su vida. 
Ocho años después cuando una nueva pista aparece, Tony decide regresar a Francia y con la ayuda del retirado detective Julien Baptiste averiguan si Oliver sigue todavía con vida y qué pasó el día de su desaparición.
Finalmente se revela que la noche de la desaparición de Ollie, Alain Deloix el dueño del hotel donde sus padres se hospedaban, accidentalmente lo había golpeado con su coche mientras conducía borracho, después del incidente Alain había llamado a su hermano Georges Deloix, el alcalde de Chalons De Bois para que lo ayudara a deshacerse del cuerpo, y cuando el hombre que Georges había contratado llegó al lugar del accidente había encontrado a Ollie vivo y lo había matado.
La segunda temporada se centra en el 2014 en una sección del ejército británico en la ciudad de Eckhausen en Alemania, donde sirve el soldado Sam Webster, cuya vida y la de su esposa Gemma, sufren un fuerte golpe cuando su hija de once años Alice desaparece años atrás en el 2003. 
Sin embargo sus vidas dan un vuelco cuando un oficial de policía se acerca a la familia y les revela que han encontrado a su hija viva, quien afirma que había sido secuestrada y retenida junto a una joven francesa llamada Sophie Giroux, que había desaparecido casi al mismo tiempo que ella. Nuevamente el detective Julien Baptiste no puede resistirse, y termina involucrándose en el caso, ya que había estado a cargo de la investigación de la desaparición de Sophie años atrás. Baptiste viaja tanto a Alemania como a Irak para buscar respuestas.
Finalmente se revela que el ahora Maj. Adam Gettrick había sido el responsable no sólo del secuestro de las jóvenes Alice Webster, Sophie Giroux y Lena Garber, sino también de los asesinatos de Garber, Jorn Lenhart, Daniel Reed y Sam Webster. Por fin Julien Baptiste logra arrestar a Gettrick por sus crímenes, y Alice y Sophie se reúnen con sus familias.

## Personajes

### Personajes principales
| Actor              | Personaje       | Ocupación                              | Episodios | Duración        |
| ------------------ | --------------- | -------------------------------------- | --------- | --------------- |
| Tchéky Karyo       | Julien Baptiste | Detective Francés                      | 16        | 2014 - presente |
| Abigail Hardingham | Sophie Giroux   | -                                      | 8         | 2016 - presente |
| Chelsea Edge       | Alice Webster   | Hija de Gemma y Sam                    | 2         | 2016 - presente |
| Keeley Hawes       | Gemma Webster   | -                                      | 8         | 2016 - presente |
| Jake Davies        | Matthew Webster | Hijo de Gemma y Sam                    | 8         | 2016 - presente |
| Laura Fraser       | Sgt. Eve Stone  | Sargento / Soldado                     | 8         | 2016 - presente |
| Roger Allam        | Adrian Stone    | General / Jefe de la Base de Eckhausen | 8         | 2016 - presente |

### Personajes recurrentes
| Actor                 | Personaje       | Ocupación                    | Episodios | Duración        |
| --------------------- | --------------- | ---------------------------- | --------- | --------------- |
| Anastasia Hille       | Celia Baptiste  | Esposa de Julien             | 15        | 2014 - presente |
| Lia Williams          | Maj. Nadia Herz | Soldado / Esposa de Kristian | 7         | 2016 - presente |
| Camille Schotte       | Sara Baptiste   | Hija de Julien               | 5         | 2014 - presente |
| Filip Peeters         | Kristian Herz   | Carnicero                    | 5         | 2016 - presente |
| Ólafur Darri Ólafsson | Stefan Andersen | -                            | 5         | 2016 - presente |

### Antiguos personajes principales
| Actor               | Personaje         | Ocupación                                  | Episodios | Duración | Estado | Notas                                          |
| ------------------- | ----------------- | ------------------------------------------ | --------- | -------- | ------ | ---------------------------------------------- |
| David Morrissey     | Capt. Sam Webster | Capitán / Soldado                          | 8         | 2016     | Muerto | fue asesinado por Gettrick luego de dispararle |
| Florian Bartholomäi | Jorn Lenhart      | Oficial de la Policía Alemana de Eckhausen | 8         | 2016     | Muerto | fue asesinado por Gettrick con un taladro      |
| Daniel Ezra         | Daniel Reed       | Soldado                                    | 8         | 2016     | Muerto | fue asesinado por Gettrick                     |
| James Nesbitt       | Tony Hughes       | Padre de Oliver                            | 8         | 2014     | Vivo   | -                                              |
| Frances O'Connor    | Emily Walsh       | Madre de Oliver / exesposa de Tony         | 8         | 2014     | Viva   | -                                              |
| Saïd Taghmaoui      | Det. Khalid Ziane | Detective (corrupto)                       | 8         | 2014     | -      | -                                              |
| Jason Flemyng       | Det. Mark Walsh   | Detective / Esposo de Emily                | 8         | 2014     | Vivo   | -                                              |
| Émilie Dequenne     | Laurence Relaud   | -                                          | 8         | 2014     | -      | -                                              |
| Titus De Voogdt     | Vincent Bourg     | Criminal                                   | 8         | 2014     | -      | -                                              |
| Arsher Ali          | Malik Suri        | Periodista                                 | 7         | 2014     | -      | -                                              |
| Ken Stott           | Ian Garrett       | Promotor Inmobiliario                      | 5         | 2014     | -      | -                                              |

### Antiguos personajes recurrentes
| Actor                         | Personaje                                          | Ocupación                                     | Episodios | Duración | Estado | Notas                             |
| ----------------------------- | -------------------------------------------------- | --------------------------------------------- | --------- | -------- | ------ | --------------------------------- |
| Eric Godon                    | Georges Deloix                                     | Alcalde de Chalons De Bois / Hermano de Alain | 7         | 2014     | Vivo   | arrestado por el crimen de Oliver |
| Derek Riddell Brian Vernel    | Maj. Adam Gettrick Adam Gettrick (de joven)        | Oficial de Prensa / Criminal                  | 6 1       | 2016     | Vivo   | arrestado por sus crímenes        |
| Jean-François Wolff           | Alain Deloix                                       | Dueño del Hotel L'Eden                        | 5         | 2014     | Vivo   | arrestado por el crimen de Oliver |
| Macauley Keeper               | James Walsh                                        | -                                             | 5         | 2014     | -      | -                                 |
| Oliver Hunt                   | Oliver "Ollie" Hughes                              | Hijo de Emily y Tony                          | 4         | 2014     | Muerto | asesinado                         |
| Johan Leysen                  | Karl Sieg                                          | -                                             | 4         | 2014     | -      | -                                 |
| Indica Watson                 | Lucy                                               | -                                             | 4         | 2016     | -      | -                                 |
| Fabrice Rodriguez             | Remy Giroux                                        | -                                             | 3         | 2016     | -      | -                                 |
| Anamaria Marinca              | Rini Dalca                                         | -                                             | 3         | 2014     | -      | -                                 |
| Brian Bovell Dempsey Bovell   | Lt. Col. Henry Reed Henry Reed (de joven)          | Teniente Coronel                              | 2 1       | 2016     | Muerto | asesinado                         |
| Diana Quick                   | Mary Garrett                                       | Esposa de Ian                                 | 2         | 2014     | -      | -                                 |
| Maddi Linnard                 | Alice Webster (a los 11 años)                      | Hija de Gemma y Sam                           | 1         | 2016     | -      | -                                 |
| Oaklee Pendergast             | Matthew Webster (de joven)                         | Hijo de Gemma y Sam                           | 1         | 2016     | -      | -                                 |
| Nabil Elouahabi Zouity Rayane | Mirza Barzani (de adulto) Mirza Barzani (de joven) | -                                             | 1         | 2016     | -      | -                                 |
| Sophie Melville               | Maj. Nadia Herz (de joven)                         | Major                                         | 1         | 2016     | -      | -                                 |
| Eulalie Trillet               | Sophie Giroux                                      | -                                             | 1         | 2016     | -      | -                                 |
| Laura Pyper                   | Anna Stone                                         | -                                             | 1         | 2016     | -      | -                                 |
| Thomas Arnold                 | Adrian Stone (de joven)                            | -                                             | 1         | 2016     | -      | -                                 |
| -                             | Lena Garber                                        | -                                             | -         | -        | Muerta | asesinada por Gettrick            |

## Episodios
La primera y segunda temporada están conformadas por 8 episodios cada una (siendo un total de 16 episodios).

## Premios y nominaciones
| Año  | Categoría                                                                             | Premio                         | Nominados                       | Resultado |
| ---- | ------------------------------------------------------------------------------------- | ------------------------------ | ------------------------------- | --------- |
| 2017 | Best Actress                                                                          | Broadcasting Press Guild Award | Keeley Hawes                    | Ganó      |
| 2017 | Best Sound: Fiction (junto a Lee Crichlow y Ben Norrington)                           | BAFTA TV Award                 | Paul Cotterell, Ian Wilkinson   | Nominados |
| 2015 | Best Performance by an Actress in a Miniseries or Motion Picture Made for Television  | Golden Globe Award             | Frances O'Connor                | Nominada  |
| 2015 | Best Miniseries or Motion Picture Made for Television                                 | Golden Globe Award             | The Missing                     | Nominado  |
| 2015 | Outstanding Directing for a Limited Series, Movie or a Dramatic Special               | Primetime Emmy Award           | Tom Shankland                   | Nominado  |
| 2015 | Outstanding Music Composition for a Limited Series, Movie or a Special                | Primetime Emmy Award           | Dominik Scherrer                | Nominado  |
| 2015 | Best Leading Actor                                                                    | BAFTA Award                    | James Nesbitt                   | Nominado  |
| 2015 | Best Supporting Actor                                                                 | BAFTA Award                    | Ken Stott                       | Nominado  |
| 2015 | Best Drama Series                                                                     | BAFTA Award                    | The Missing                     | Nominado  |
| 2015 | Audience Award                                                                        | BAFTA Award                    | The Missing                     | Nominado  |
| 2015 | Best Actor - Television                                                               | BAFTA Scotland Award           | Ken Stott                       | Ganó      |
| 2015 | Sound Fiction and Entertainment (junto a Ben Norrington, Luc Cuveele e Ian Wilkinson) | BAFTA Television Craft Award   | Paul Cotterell, Lee Crichlow    | Nominados |
| 2015 | Editing - Fiction                                                                     | BAFTA Television Craft Award   | Úna Ní Dhonghaíle               | Nominado  |
| 2015 | Best Actor                                                                            | Broadcasting Press Guild Award | James Nesbitt                   | Nominado  |
| 2015 | Best Actor in a Movie/Limited Series                                                  | Critics' Choice TV Award       | James Nesbitt                   | Nominado  |
| 2015 | Best Editing                                                                          | IFTA Award                     | Úna Ní Dhonghaíle               | Nominado  |
| 2015 | Outstanding Actress in a Mini Series                                                  | Golden Nymph Award             | Frances O'Connor                | Ganó      |
| 2015 | Outstanding Actor in a Mini Series                                                    | Golden Nymph Award             | Tchéky Karyo                    | Nominado  |
| 2015 | Best Mini Series (junto a Two Brothers Pictures, Playground Entertainment)            | Golden Nymph Award             | New Pictures y Company Pictures | Nominados |
| 2015 | Best Music in a Non-Series                                                            | OFTA Television Award          | -                               | Nominado  |
| 2015 | Best Performance by an Actor in a Mini-Series or Motion Picture Made for Television   | Gold Panda Award               | James Nesbitt                   | Ganó      |
| 2015 | Best Cinematography for a Mini-Series or Motion Picture Made for Television           | Gold Panda Award               | Ole Bratt Birkeland             | Nominado  |

## Producción
La serie fue creada por Harry Williams y Jack Williams, quienes también fungen como escritores.
La primera temporada fue dirigida por Tom Shankland, la serie también cuenta con los productores ejecutivos John Yorke, Harry Williams, Jack Williams, Jan Vrints, Elaine Pyke, Charles Pattinson, Polly Hill, Eurydice Gysel, Willow Grylls y Colin Callender. La primera temporada fue filmada en Alemania.
La música de apertura es "Come Home" del grupo Amatorski, mientras que la cinematografía es realizada por Ole Bratt Birkeland y la edición por Úna Ní Dhonghaíle.
Cuenta con las compañías productoras "New Pictures", "Company Pictures", "Two Brothers Pictures" y "Playground Entertainment", y es distribuida por "All3Media".
En diciembre del 2014 se confirmó que Starz había renovado la serie para una segunda temporada. Para la segunda temporada la serie fue dirigida por Ben Chanan.
Las filmaciones comenzaron en febrero del 2016, en Marruecos, Bélgica (en Malmedy, Bruselas y Gante) y en Alemania.

### Emisión en otros países
| País           | Título              | Cadenas | Fecha de Inicio                  | Fecha de Finalización |
| -------------- | ------------------- | ------- | -------------------------------- | --------------------- |
| Alemania       | -                   | -       | 26 de septiembre de 2015         | -                     |
| Andorra        | -                   | -       | 14 de abril de 2016              | -                     |
| Bélgica        | -                   | -       | 21 de abril de 2015              | -                     |
| Benín          | -                   | -       | 14 de abril de 2016              | -                     |
| Burkina Faso   | -                   | -       | 14 de abril de 2016              | -                     |
| Burundi        | -                   | -       | 14 de abril de 2016              | -                     |
| Estados Unidos | The Missing         | -       | 15 de noviembre de 2014          | -                     |
| España         | The Missing         | -       |                                  | -                     |
| Finlandia      | Kadonnut            | -       | 13 de junio de 2015              | -                     |
| Francia        | The Missing         | -       | 14 de abril de 2016              | -                     |
| Japón          | -                   | -       | 6 de mayo de 2015                | -                     |
| Mónaco         | -                   | -       | 14 de abril de 2016              | -                     |
| Noruega        | -                   | -       | 2 de marzo de 2015               | -                     |
| Países Bajos   | The Missing         | -       | 1 de febrero del 2015 (internet) | -                     |
| Polonia        | The Missing         | -       | -                                | -                     |
| Rusia          | Пропавший без вести | -       | -                                | -                     |
| Suecia         | -                   | -       | 8 de febrero de 2016             | -                     |